# Castillo de Alnwick
El Castillo de Alnwick es un castillo y casa solariega de tipo country house en Alnwick, condado de Northumberland, Inglaterra (Reino Unido). Construido inmediatamente después de la conquista normanda, ha sido renovado y remodelado en varias ocasiones, y sigue siendo la residencia principal de los duques de Northumberland. Es un edificio que tiene protección de Grado I  y que exhibe valiosos cuadros de viejos maestros como Tiziano, Van Dyck y Canaletto. Además de albergar el rodaje de películas y series de televisión (Harry Potter, Downton Abbey) el recinto se abre parcialmente al turismo con gran éxito: en 2016, el edificio y sus jardines adyacentes sumaron 600.000 visitas.

## Historia

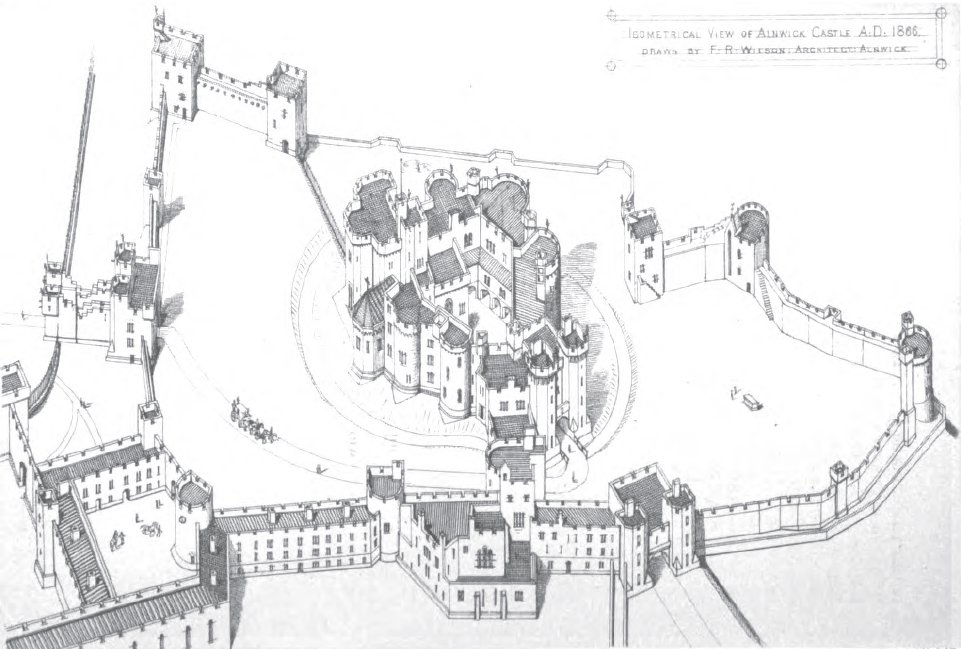
Vista aérea del castillo donde se aprecia el patio interior.

Yves de Vescy, Barón de Alnwick, erigió las primeras partes del castillo en 1096. Fue construido para defender la frontera norte inglesa de las invasiones escocesas. Fue sitiado en 1172 y posteriormente otra vez en 1174 por Guillermo I de Escocia, que fue capturado fuera de las murallas durante la batalla de Alnwick. En 1309 fue comprado a Antony Bek el obispo de Durham, por Henry de Percy, Primer Barón Percy y ha sido administrado por la familia Percy, condes y posteriores duques de Northumberland desde entonces. El primer Percy señor de Alnwick restauró el castillo y la Torre del Abad, la Puerta del Medio y la Torre del Condestable sobrevivieron a este periodo. En los años 1404 y 1405, los Percy se rebelaron contra Enrique IV, quien sitió y tomó el castillo.
Durante la guerra de las Dos Rosas que fue llevada a cabo contra el Rey Eduardo hasta su rendición a mediados de septiembre de 1461 tras la batalla de Towton. Reconquistado por sir William Tailboys durante el invierno que se entregó a Hastings, John Howard y Sir Ralph Grey de Helton a finales de julio de 1462. Grey fue nombrado capitán pero se rindió tras un fuerte asedio a principios de otoño. El rey Eduardo respondió con vigor y cuando el conde de Warwick llegó en noviembre, la Reina Margarita y su consejero francés, Pierre de Breze fueron forzados a navegar a Escocia en busca de ayuda. Organizaron una fuerza ecocesa, al mando de Angus y Pierre de Breze establecida el 22 de noviembre. La armada de Warwick, comandada por el experimentado Conde de Kent y el recién perdonado lord Scales, impidieron la llegada de noticias a través de las hambrientas guarniciones. Como resultado de esto los castillos de Bamburgh y Dunstanburgh aceptaron el trato y se rindieron. Pero Hungerford y Whittingham dirigidos por Alnwick hasta que Warwick fue forzado a rendirse con la llegada de Angus y de Breze el 5 de enero de 1463.
La familia Lancaster perdió una gran oportunidad para llevar a Warwick a batalla en lugar de retirarse, dejando tras de sí sólo una fuerza simbólica que se entregó al día siguiente.
Para mayo de 1463 Alnwick estaba en manos de los Lancaster por tercera vez desde la batalla de Towton, traicionado por Grey Heton quien engañó al comandante, sir John Astley. Astley fue encarcelado y Hungerford reasumió en mando.
Tras las victorias de Montagu en Hedeley Moor y Hexham en 1464 Warwick llegó antes que Alnwick y recibió su rendicón al día siguiente
El 6.º conde de Northumberland llevó a cabo numerosas renovaciones en el siglo XVI. En la segunda mitad del siglo XVIII Robert Adam llevó a cabo muchas modificaciones. El castillo fue representado en diversos paisajes pintados por el italiano Canaletto (uno de ellos se conserva en Madrid, Museo Thyssen-Bornemisza).
Los interiores eran en gran medida en estilo Strawberry Hill gótico que no era en absoluto característico de su obra, que por lo general era neoclásica. Sin embargo en el siglo XIX Algernon, 4.º duque de Northumberland reemplazó la mayoría de esta decoración por una arquitectura menos ostentosa diseñada por Anthony Salvin. De acuerdo con la página web oficial gran parte de los trabajos de Adam sobreviven, pero muy pocos o ninguno de ellos permanece en las habitaciones principales que se enseñan al público, las cuales fueron redecoradas en la era victoriana por Luigi Canina en un estilo italianizante muy opulento.

## Uso actual

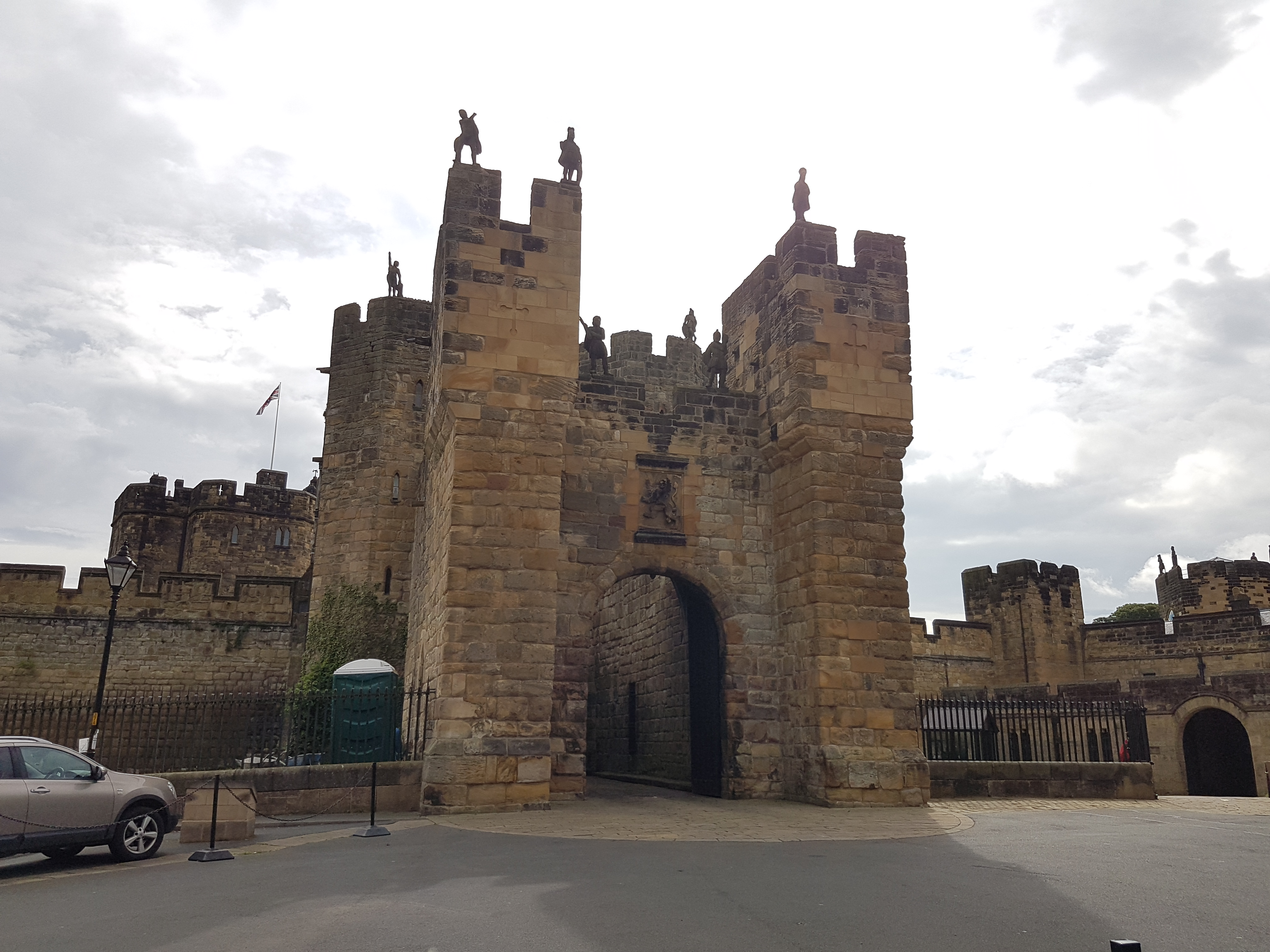
Entrada principal al castillo.

Los duques de Northumberland siguen habitando el castillo, pero solamente una parte de él. Desde la II Guerra Mundial, otras partes del castillo han sido utilizadas como centros de enseñanza: en primer lugar, por el Instituto de Chicas de la Iglesia de Newcastle, posteriormente entre 1945 a 1975, colegio de entrenamiento de profesores, y desde 1981, por la Universidad Estatal de San Cloud como rama de su campus dedicado al Programa de Estudios Internacionales.
En las torres gemelas se realizan exposiciones especiales. La Torre Postern, muestra una exposición sobre los duques de Northumberland y su interés en la arqueología, incluye los frescos de Pompeya, reliquias de antiguo Egipto y objetos anglorromanos. La Torre del Condestable alberga una muestra parecida a la exposición local de "Los tenaces Voluntarios de Percy", muestra la resistencia que ofrecieron unos soldados volntarios al plan de Napoleón para realizar una invasión entre los años 1789 y 1814. La Torre del Abad alberga el Museo del Regimiento de los Fusileros de Northumberland.
Otras instalaciones abiertas al público, incluyen Knight's Quest (anteriormente Knight's School), Dragons Quest, la tienda de souvenirs, la cafetería y restaurante del patio; y El Santuario del Castillo.
El castillo ha sido usado como localizaciones de interiores en las películas de Harry Potter y en la serie Downton Abbey. Previamente fue usado como escenario de Becket, La víbora negra y Robin Hood: príncipe de los ladrones.
El castillo está abierto al público todo el verano. Tras el Castillo de Windsor, es el segundo mayor castillo habitado de Inglaterra. El castillo quedó en la décima posición de la encuesta de la Asociación inglesa de visitantes de lugares históricos, con 195.504 visitantes en 2006.

## Jardín de Alnwick

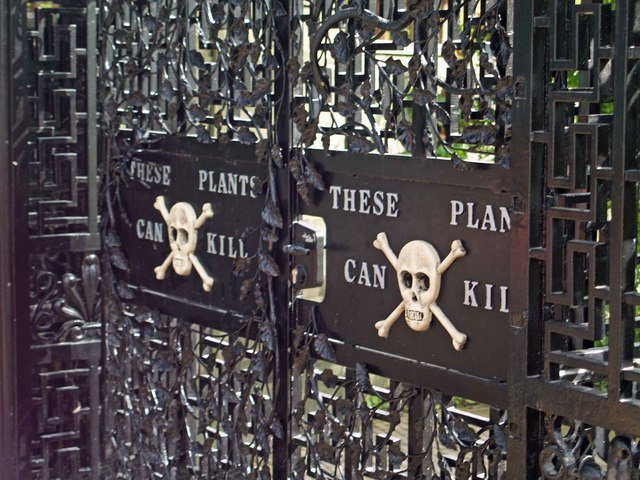
Entrada al Jardín Venenoso.

El jardín de Alnwick es un complejo de jardines formales adyacentes al castillo construidos en 1750. Los jardines tienen una larga historia bajo el mando de los duques de Northumberland, pero cayeron en mal estado hasta que revivió en el inicio del siglo XXI. Durante la Segunda Guerra Mundial, el jardín fue entregado al Estado y proporcionó alimentos a la población más devastada, pero poco después la austeridad del siglo XX hizo que el jardín cayese en desuso. Fue cerrado como un jardín de cultivo en 1950.
El jardín ahora cuenta con varias plantas temáticas diseñadas alrededor de una cascada de agua central. El resurgimiento de los jardines llevó a varias disputas públicas entre la duquesa de Northumberland y varios expertos del jardín sobre la preservación y el uso de fondos públicos.
En febrero de 2005 se agregó un jardín con plantas tóxicas y venenosas. Entre las especies del Jardín Venenoso en cuya puerta se lee "Estas plantas pueden matar" se encuentran las siguientes: la Nuez Vómica: fuente de estricnina, la  cicuta, el ricinus communis llamado habitualmente Higuera Infernal o Ricino fuente del aceite de ricino,  inofensivo pero también de la ricina mortal, Dedaleras, Belladona (comúnmente llamada Sombra nocturna mortal), Brugmansia y Laburnum. La misión del Jardín Venenoso también incluye educación sobre las drogas, con ejemplares de Cannabis Sativa (Marihuana), Coca y la flor del Opio, la adormidera o amapola real.

## Cuadros de Rafael y Tiziano
En este castillo se conservó durante siglos el ahora famoso cuadro de Rafael, Virgen de los claveles. Subestimado antiguamente como copia, fue identificado por el experto Nicholas Penny y adquirido en 2004 por la National Gallery de Londres. Esta compra, con un coste de 22 millones de libras esterlinas, fue apoyada económicamente por varias instituciones y donantes privados, y evitó la previsible exportación de la pintura.
Según la página web oficial del castillo  sí se conserva todavía en él un formidable conjunto de 16 pinturas del renacimiento veneciano, entre las que sobresale una famosa pintura de Tiziano: el retrato doble Georges d'Armagnac, obispo de Rodez, y su secretario Guillaume Philandrier (h. 1536-38), cuyo esquema se basa en el Retrato de Ferry Carondelet y su secretario de Sebastiano del Piombo (h. 1510-12; Madrid, Museo Thyssen-Bornemisza). Otro de los tesoros pictóricos que subsisten en Alnwick se debe a Lorenzo Lotto: la alegoría Putto coronando de laurel una calavera (h. 1525).
La web de Alnwick afirma que la colección incluye además ejemplos de Palma el Viejo, Piombo, Bernardino Licinio, Andrea del Sarto, Guido Reni, Sisto Badalocchio, Van Dyck, William Dobson y 8 canalettos.
Otro de los tesoros del castillo de Alnwick es una copia del Baco y Ariadna de Tiziano de la National Gallery de Londres pintada por Nicolas Poussin; se exhibe en la biblioteca.